# سيلاس كاتومبا مفومبا
سيلاس كاتومبا مفومبا (بالفرنسية: Silas Katompa Mvumpa)‏ (مواليد 6 أكتوبر 1998) هو لاعب كرة قدم كنغولي يلعب كمهاجم في نادي شتوتغارت.

## روابط خارجية
- سيلاس كاتومبا مفومبا على موقع رابطة كرة القدم الفرنسية للمحترفين (الإنجليزية)
- سيلاس كاتومبا مفومبا على موقع قاعدة بيانات كرة القدم.إي يو (الإنجليزية)
- سيلاس كاتومبا مفومبا على موقع بيانات كرة القدم. دي إي (الألمانية)
- سيلاس كاتومبا مفومبا على موقع ليكيب (الفرنسية)
- سيلاس كاتومبا مفومبا على موقع Soccerbase.com (لاعب) (الإنجليزية)
- سيلاس كاتومبا مفومبا على موقع Soccerway.com (الإنجليزية)
- سيلاس كاتومبا مفومبا على موقع عالم كرة القدم.نت (الإنجليزية)